# Misterul lui Herodot
Misterul lui Herodot este un film românesc din 1977 regizat de Geta Doina Tarnavschi după un scenariu inspirat din romanul Movila bătrânului (1974) al lui Nicolae Ionescu-Dunăraru. Rolurile principale au fost interpretate de copiii Cristian Orăscu, Tudor Petruț, Alexandru Dănilă, Anca Măzăreanu și Cătălin Evoescu și de actorii Silviu Stănculescu, Ernest Maftei, Melania Ursu și Romeo Pop.

## Rezumat
Frații Adrian și Onoriu Miron, pionieri din satul Câlnic, găsesc întâmplător o fibulă romană. Ei bănuiesc că aceasta face parte dintr-o comoară romană și se apucă să o caute singuri. Comportamentul lor ciudat îi intrigă pe prietenii și colegii lor de școală. În timpul căutării, din cauza condițiilor meteo, rămân blocați în apropierea vestigiilor romane ale cetății Lisidava, pe care le-au găsit în timpul cercetărilor. Tot satul, împreuna cu miliția, se apucă să îi caute, dar sunt găsiți datorită prietenilor lor curioși.

## Distribuție
Distribuția filmului este alcătuită din:
- Cristian Orăscu — Onoriu Miron, pionier din satul Câlnic
- Tudor Petruț — Adrian Miron, pionier din satul Câlnic, fratele mai mare al lui Onoriu
- Alexandru Dănilă — Traian Coș, coleg de școală al fraților Miron
- Anca Măzăreanu — Ruxandra Marin, colegă de școală a fraților Miron
- Cătălin Evoescu — Duță, un copil mai mic din vecini
- Silviu Stănculescu — dr. Aurel Miron, medic la dispensarul comunei Câlnic
- Ernest Maftei — moș Arvinte, olarul satului
- Melania Ursu — soția doctorului Miron, profesoară
- Romeo Pop — prof. Blidaru, profesorul de istorie al pionierilor din Câlnic
- Ștefan Mihăilescu-Brăila — vânzătorul de înghețată (menționat Ștefan Mihăilescu Brăila)
- Angela Costache — Simina, bunica fraților Miron
- Mihai Mereuță — moș Făsaru, paznicul comunei Câlnic
- Iurie Darie — ing. Tecuceanu, șeful Ocolului Silvic Mereni
- Dumitru Chesa — Voicu, felcer la dispensarul comunei Câlnic, colegul dr. Miron
- Ovidiu Moldovan — Florin, membru al echipei de căutare al Ocolului Silvic Mereni
- Eugenia Bosînceanu — mama Ruxandrei și Rădiței
- Ioana Ciomîrtan — Smaranda, soția lui moș Arvinte
- Gheorghe Mija
- Constantin Băltărețu — ziarist
- Mara Costea
- Sebastian Radovici
- George Țurcanu
- Cornel Ispas
- Teodora Cosăcescu

## Producție
Consultant istoric a fost prof. univ. dr. Dinu C. Giurescu și consultant în probleme de alpinism a fost maestrul emerit al sportului Emilian Cristea.

## Primire
Filmul a fost vizionat de 1.517.732 de spectatori în cinematografele din România, după cum atestă o situație a numărului de spectatori înregistrat de filmele românești de la data premierei și până la data de 31 decembrie 2014 alcătuită de Centrul Național al Cinematografiei.